# 第526輜重大隊 (フランス軍)
第526輜重大隊（だいごひゃくにじゅうななしちょうだいたい、526e bataillon du Train：526e BT）は、イヴリーヌ県サン＝ジェルマン＝アン＝レーに駐屯する、CENAT隷下のフランス陸軍の後方支援（厚生）大隊である。
兵種は各種、伝統的区分は輜重兵である。

## 沿革
- 1981年：第526輜重連隊が編制される。
- 2000年：第526輜重大隊として再編成される。

## 最新の部隊編成
- 大隊本部
- 中央音楽隊
- リュイユ・マルメゾン駐屯地隊（パリ郊外）
- 予備中隊

## 大隊の任務
大隊は、フランス本土イル＝ド＝フランス地域圏各地に駐屯する部隊に対し、福利厚生を提供する。また、担任区域内の駐屯部隊での人員輸送や駐屯地への燃料輸送なども行う。

### 大隊の定員
大隊は、22名の将校、148名の下士官、113名の兵卒、146名の軍属の合計約430名からなる。

## 主要装備
- GIAT BM92-G1
- FA-MAS
- P4
- TRM 2000
- TRM 4000